# 가이 버넷
가이 버넷(Guy Burnet, 1983년 8월 8일 ~ )는 잉글랜드의 배우이다.

## 출연 작품
- 데드 포 어 달러 (2022) - 윌리엄 '잉글리쉬 빌' 팔머 역
- 야곱의 사다리 (2019)
- 애셔 (2018)
- 피치 퍼펙트 3 (2017)
- 더 헤브-놋츠 (2016)
- 모데카이 (2015)
- 더 스키니 (2012)
- 라이츠 오브 패시지 (2012)
- 에이지 오브 히어로즈 (2011)
- 피그 (2010)